# Aldi Süd

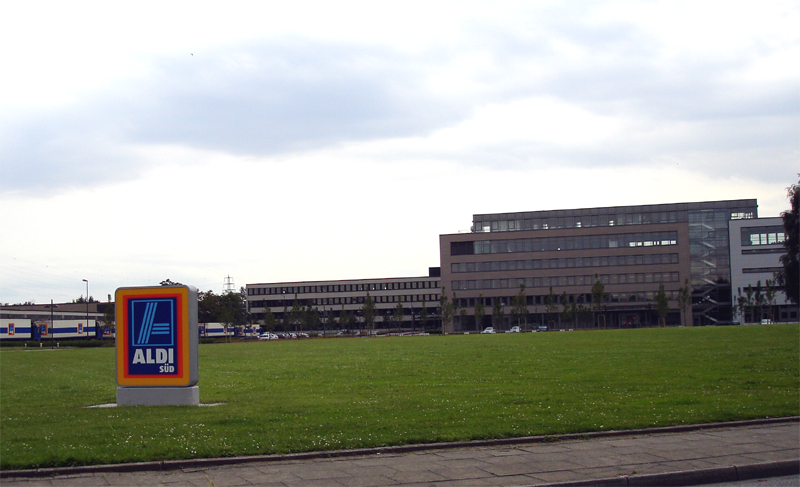
Az ALDI SÜD központja Mülheim an der Ruhrban

Az ALDI SÜD egy német eredetű nemzetközi kiskereskedelmi üzletlánc.
Az ALDI (az ALbrecht DIscount rövidítése,  kiejtés) eredetileg egyetlen diszkontáruházlánc volt, amely 1960-ban két egymástól független kiskereskedelmi hálózattá vált szét: az egyik az ALDI Nord (magyarul: ’ALDI Észak’), a másik az ALDI SÜD (magyarul: ’ALDI DÉL’). A két hálózat azóta egymástól függetlenül, különböző céglogók alatt működik. 
Az ALDI Magyarország kizárólag az ALDI SÜD hálózatába tartozik.

## Története

### Az Albrecht testvérek
A diszkontáruház-láncot eredetileg Theo Albrecht (1922–2010) és Karl Albrecht (1920–2014) irányította. 2006-ban, bár visszavonultak, ők voltak Németország leggazdagabb emberei, bevételük 1,5 milliárd euró volt évente.
A cég legrégebbi gyökerei 1913-ig nyúlnak vissza, amikor Theo és Karl Albrecht édesanyja egy kis boltot nyitott Schmonnebeckben, Essen egyik külvárosában. Édesapjuk bányász, majd péksegéd volt. Karl 1920-ban, Theo 1922-ben született. Theo saját boltjukban tanonckodott, míg Karl egy fűszerüzletben szerzett gyakorlatot. Karl megvett egy élelmiszerboltot, amit előtte F. W. Judt vezetett, aki a legolcsóbb élelmiszer-beszerző helyként reklámozta vállalkozását. Karl a második világháború alatt a német hadseregben szolgált. A háború után, 1946-ban a fivérek átvették anyjuk üzletének irányítását, és hamarosan újabbat nyitottak a környéken. 1950-re az Albrecht fivéreknek a Ruhr-vidéken már 13 üzletük volt.
A testvérek elképzelése, ami abban az időben újnak számított, az volt, hogy a megengedett maximális árból 3%-ot engednek. Az akkori piacvezetők többsége nagyvállalat volt, ők bélyegeket gyűjtettek vásárlóikkal, és ha ezeket megadott időn belül visszaküldték, az áruért kifizetett összeg egy részét visszakapták. Az Albrecht fivérek szintén gondosan ügyeltek, nehogy olyan áru legyen a polcaikon, ami nem fogy el. Annyi nyereséget értek el, amennyit csak lehetett: nem reklámoztak, nem árultak friss árut, és olyan kicsinek hagyták meg boltjaikat, amennyire csak lehetett.

### Az addigi cég kettéválása
Amikor a két testvér 1960-ban egymás között felosztotta a céget, mert összevesztek azon, hogy az üzletben áruljanak-e dohányterméket, összesen már 300 üzletük volt évente 90 millió márkás cash flow-val. 1962-ben vezették be az ALDI márkanevet. 1966 óta a két csoport mind pénzügyileg, mind jogilag önálló, és a kettejük közötti kapcsolatot barátságosnak írták le. Néhány esetben, például saját márkás termékek elkészítésénél és a beszállítókkal folytatott tárgyalásokon viszont egy cégnek mutatkoznak. Az ALDI az 1970-es és 1980-as években vált nemzetközivé. Üzleteik száma Németország újraegyesítése és a vasfüggöny lehullása után rohamosan nőtt. 1993-ban az Albrecht fivérek lemondtak igazgatói posztjukról, és vagyonuk nagy részét alapítványoknak adták.

## Üzletei
Az ALDI SÜD 31 céggel, 1600 üzlettel [forrás?]  Nyugat- és Dél-Németországot látja el. Nemzetközi szinten az ALDI SÜD területéhez tartozik Írországban, az Egyesült Királyságban, Ausztráliában, az Amerikai Egyesült Államokban, Magyarországon, valamint HOFER néven Ausztriában és Szlovéniában.

### Ausztriában
Ausztriában az ALDI egy, a piacon már jelen levő üzletlánc, a HOFER megvásárlásával jelent meg. Erre építve, az ALDI a mai napig HOFER néven üzemelteti ausztriai, valamint ezt kiterjesztve szlovéniai üzleteit is.

### Kínában
Kínában 2019 júliusában nyílt meg az első két üzlet.

### Olaszországban
Az ALDI SÜD 2018-ban nyitotta meg első üzleteit Olaszországban. [forrás?]

### Az ALDI SÜD országonként számokban

ALDI üzletek Európa országaiban:
Aldi Süd
Aldi Nord

| Ország             | Név   | ALDI SÜD vagy HOFER | Alapítás          | Boltok száma |
| ------------------ | ----- | ------------------- | ----------------- | ------------ |
| Ausztrália         | ALDI  | SÜD                 | 2001. január      | 360          |
| Ausztria           | HOFER | SÜD                 | 1968              | 450          |
| Egyesült Királyság | ALDI  | SÜD                 | 1990              | 600          |
| Írország           | ALDI  | SÜD                 | 1998              | 60           |
| Magyarország       | ALDI  | SÜD                 | 2008. április 17. | 182          |
| Olaszország        | ALDI  | SÜD                 | 2018              | 55           |
| Svájc              | ALDI  | SÜD                 | 2005. október 27. | 170          |
| Szlovénia          | HOFER | SÜD                 | 2005. december    | 50           |
| USA                | ALDI  | SÜD                 | 1976              | >1976        |